# سیاست خارجی
سیاست خارجی به معنی دنبال کردن منافع کشور در سطوح بین‌المللی و در رابطه با جوامع، دولت‌ها و کشورهای دیگر است.
سیاست خارجی، راهنمای موضع‌گیری در جهان است؛ و مجموعه‌ای از اهداف بین‌المللی و راه‌های رسیدن به آن‌ها را شامل می‌شود. سیاست خارجی کشورهای مختلف، با هم متفاوت است. سیاست خارجی یک کشور نیز در طی زمان، تغییر می‌کند.